# Албанска православна църква
Албанската православна църква (на албански: Kisha Ortodokse Autoqefale e Shqipërisë) има богати традиции. В диоцеза ѝ е съществувала раннохристиянска общност. През Средновековието основната част от Албания е под юрисдикцията на Охридската архиепископия, а след нейното закриване през втората половина на XVIII век – на Цариградската патриаршия. Самостоятелността (автокефалия) на Албанската православна църква е обявена през 1922 г.
След репресиите през времето на комунистическия режим на Енвер Ходжа от началото на 1990-те години. Албанската православна църква възстановява йерархията си. Данните за броя на паството са спорни.

## Съвременно състояние
Богослужебните езици на АПЦ са албански, гръцки и арумънски. Единственият действащ манастир е Арденица, който се намира на 10 km северно от град Фиер.
Епархии
- Тиранска и Драчка архиепископия

Седалище: Тирана
Управляващ епископ: вакантен престол
- Аполонийска и Фиерска епархия

Седалище: Фиер
Управляващ епископ: Николай Хюка
- Белградска, Авлонска и Канинска епархия

Седалище: Берат
Управляващ епископ: Игнатий Триандис
- Аргирокастренска епархия

Седалище: Аргирокастро
Управляващ епископ: Димитрий Дикбасанис
- Корчанска, Поградецка, Колонийска, Деволска и Москополска епархия

Седалище: Корча
Управляващ епископ: Йоан Пелюши
- Елбасанска, Шпатска и Либраждка епархия

Седалище: Елбасан
Управляващ епископ: Антоний Мердани